# Psychrophrynella ankohuma
Psychrophrynella ankohuma är en groddjursart som först beskrevs av Jose M. Padial och De la Riva in De la Riva 2007.  Psychrophrynella ankohuma ingår i släktet Psychrophrynella och familjen Strabomantidae. IUCN kategoriserar arten globalt som sårbar. Inga underarter finns listade i Catalogue of Life.